# Куиллан, Эдди
Э́дди Куи́ллан (англ. Eddie Quillan; 31 марта 1907, Филадельфия, Пенсильвания — 19 июля 1990, Бербанк, Калифорния) — американский актёр водевилей, кино (немого и звукового) и телевидения.

## Биография
Эдди Куиллан родился 31 марта 1907 года в Филадельфии (штат Пенсильвания) в семье артистов водевилей. Отец — Джозеф Куиллан (1884—1952), выходец из Глазго (Шотландия), мать — Сара Оуэн, четверо братьев и сестёр, в том числе — Джон (1906—1985; актёр, снявшийся в 14 лентах в 1928—1937 годах) и Мэри (1909—1998; актриса, снявшаяся в 10 лентах в 1928—1935 годах). Впервые на сцене Эдди вместе с семьёй появился уже в возрасте семи лет. В начале 1920-х годов подросток был замечен эксцентричным кинорежиссёром Маком Сеннетом и приглашён на собеседование и кинопробы, в результате чего 15-летний Куиллан в 1922 году подписал контракт с киностудией Сеннета. Впервые на экране молодой актёр появился в 1926 году в короткометражном немом фильме A Love Sundae. Его дебют оказался удачным, и Куиллан продолжил сниматься в кинофильмах, а с 1958 года и в телефильмах и телесериалах, на протяжении 61 года, без каких-либо заметных перерывов. Всего за это время он появился в 215 лентах, в том числе в 38 короткометражных и в 19 без указания в титрах. С конца 1920-х годов работал на французскую киностудию Pathé.
Эдди Куиллан никогда не был женат. Он скончался 19 июля 1990 года в Бербанке (Калифорния) от рака. Похоронен на кладбище Сан-Фернандо-Мишн в районе Мишн-Хиллз (Лос-Анджелес).

## Избранная фильмография

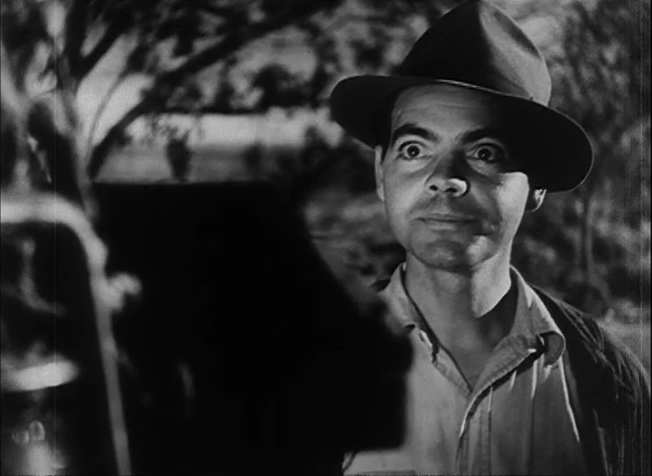
В фильме «Гроздья гнева» (1940)

### Широкий экран
- 1929 — Безбожница / The Godless Girl — Сэмюэль «Бозо» Джонсон — Козёл
- 1931 — Тотализатор[англ.] / Sweepstakes — Бад Дойл
- 1931 — Глядя на неприятности[англ.] / The Tip-Off — Томас Джордан
- 1933 — Бродвей в Голливуд[англ.] / Broadway to Hollywood — Тед Хакетт-третий
- 1933 — Знакомство с бароном[англ.] / Meet the Baron — мужчина в доке (в титрах не указан)
- 1934 — Голливудская вечеринка[англ.] / Hollywood Party — Боб Бенсон
- 1935 — Мятеж на «Баунти» / Mutiny on the Bounty — Эллисон
- 1936 — Джентльмен из Луизианы[англ.] / The Gentleman from Louisiana — Тод Мейсон
- 1937 — Большой город[англ.] / Big City — Майк Эдвардс
- 1939 — Созданы друг для друга[англ.] / Made for Each Other — Конуэй
- 1939 — Летающий ирландец[англ.] / The Flying Irishman — Генри Корриган, брат лётчика Дугласа Корригана[англ.]
- 1939 — Молодой мистер Линкольн / Young Mr. Lincoln — Адам Клэй
- 1939 — Восстание Аллегени[англ.] / Allegheny Uprising — Уилл Андерсон
- 1940 — Гроздья гнева / The Grapes of Wrath — Конни Риверс
- 1940 — Тёмные улицы Каира[англ.] / Dark Streets of Cairo — Джерри Джонс
- 1941 — Нью-орлеанский огонёк / The Flame of New Orleans — моряк
- 1941 — Полёт вслепую[англ.] / Flying Blind — Райли
- 1942 — Проявившееся убийство[англ.] / Kid Glove Killer — Эдди Райт
- 1943 — Это не соломинка[англ.] / It Ain't Hay — Гарри-лошадь
- 1943 — Аляскинское шоссе[англ.] / Alaska Highway — Помпадур «Коротышка» Джонс
- 1944 — Самозванец[англ.] / The Impostor — Кочери
- 1944 — Тёмная гора[англ.] / Dark Mountain — Уилли Динсмайр
- 1944 — Лунный свет и кактус[англ.] / Moonlight and Cactus — Стабби Ламонт
- 1945 — Королева джунглей[англ.] / Jungle Queen — Чак Келли
- 1945 — Расхитители джунглей[англ.] / Jungle Raiders — Джо Райли
- 1954 — Бригадун / Brigadoon — Сэнди
- 1962 — англ. Who's Got the Action? — Динго, ремонтник телефонов
- 1963 — Деликатное состояние папы[англ.] / Papa's Delicate Condition — Том (в титрах не указан)
- 1963 — Приди и протруби в свой рог[англ.] / Come Blow Your Horn — лифтёр (в титрах не указан)
- 1963 — Летняя магия[англ.] / Summer Magic — почтальон (в титрах не указан)
- 1963 — Обещания! Обещания![англ.] / Promises! Promises! — бармен
- 1963 — Перестрелка у ручья Команчи[англ.] / Gunfight at Comanche Creek — гостиничный клерк
- 1963 — Возьми её, она моя[англ.] / Take Her, She's Mine — привратник (в титрах не указан)
- 1963 — Я вернулась, дорогой[англ.] / Move Over, Darling — посыльный
- 1964 — Да здравствует Лас-Вегас! / Viva Las Vegas — Master of Ceremonies (в титрах не указан)
- 1964 — Рота неудачников[англ.] / Advance to the Rear — сержант Смитти (в титрах не указан)
- 1965 — Зебра на кухне[англ.] / Zebra in the Kitchen — мужчина, смотрящий телевизор (в титрах не указан)
- 1966 — Призрак и мистер Курица[англ.] / The Ghost and Mr. Chicken — лифтёр (в титрах не указан)
- 1966 — Фрэнки и Джонни / Frankie and Johnny — кассир (в титрах не указан)
- 1967 — Восьмёрка беглецов[англ.] / Eight on the Lam — продавец автомобилей (в титрах не указан)
- 1967 — Руководство для женатого мужчины / A Guide for the Married Man — продавец одеколонов (в титрах не указан)
- 1968 — Странные сны Паулы Шульц[англ.] / The Wicked Dreams of Paula Schultz — велосипедист (в титрах не указан)
- 1968 — Дантист на Диком Западе[англ.] / The Shakiest Gun in the West — носильщик на станции (в титрах не указан)
- 1969 — Ангел у меня в кармане[англ.] / Angel in My Pocket — преподобный Бекуит
- 1969 — Хелло, Долли! / Hello, Dolly! — мистер Кэссиди (в титрах не указан)
- 1971 — Как унять Фигга[англ.] / How to Frame a Figg — старик
- 1972 — Сейчас вы его видите, теперь — нет[англ.] / Now You See Him, Now You Don't — Чарли, завхоз школы (в титрах не указан)
- 1975 — Самый сильный человек в мире / The Strongest Man in the World — мистер Уиллоуби

### Телевидение
- 1958 — Тонкий человек[англ.] / The Thin Man — Джесс Ламонт (в 1 эпизоде)
- 1958 — Ричард Даймонд, частный детектив[англ.] / Richard Diamond, Private Detective — Мел Джонс (в 1 эпизоде)
- 1958 — Шоу Боба Каммингса[англ.] / The Bob Cummings Show — сержант (в 1 эпизоде)
- 1958, 1960—1963 — Семья Маккой[англ.] / The Real McCoys — разные роли (в 5 эпизодах)
- 1959 — Техасец[англ.] / The Texan — Скользкий Паркер (в 1 эпизоде)
- 1959 — Закон жителя Равнин[англ.] / Law of the Plainsman — Гораций Арнольд (в 1 эпизоде)
- 1959 — Аляскинцы[англ.] / The Alaskans — Кид Джонс (в 1 эпизоде)
- 1961 — Мистер Эд[англ.] / Mister Ed — фотограф (в 1 эпизоде)
- 1961 — Дни в Долине Смерти / Death Valley Days — Хилл Бенехи / Джоб Дарий (в 3 эпизодах)
- 1961, 1962, 1966 — Перри Мейсон / Perry Mason — разные роли (в 3 эпизодах)
- 1961, 1963 — Программа Джека Бенни / The Jack Benny Program — посыльный (в 2 эпизодах)
- 1962 — Детективы[англ.] / The Detectives — Нули (в 1 эпизоде)
- 1962 — Три моих сына[англ.] / My Three Sons — мистер Хьюлитт (в 1 эпизоде)
- 1962 — Шах и мат[англ.] / Checkmate — Уилли-парикмахер (в 1 эпизоде)
- 1962 — Бонанза / Bonanza — Дэнни Калп (в 1 эпизоде)
- 1962 — Стрелок[англ.] / The Rifleman — Ангус Эванс (в 2 эпизодах)
- 1962, 1965 — Шоу Люси / The Lucy Show — Бриггс / мистер Винсент (в 2 эпизодах)
- 1963 — Флот Макхейла[англ.] / McHale's Navy — моряк (в 1 эпизоде)
- 1963 — Хазел[англ.] / Hazel — разные роли (в 2 эпизодах)
- 1963, 1964 — Станция Юбочкино[англ.] / Petticoat Junction — Морт / Дик (в 2 эпизодах)
- 1964, 1965 — Правосудие Бёрка[англ.] / Burke's Law — мистер Джеллибин / лифтёр (в 2 эпизодах)
- 1964—1966 — Семейка Аддамс / The Addams Family — разные роли (в 5 эпизодах)
- 1965 — Шоу Энди Гриффита / The Andy Griffith Show — Белл Хоп (в 1 эпизоде)
- 1966, 1968, 1970 — Даниэль Бун[англ.] / Daniel Boone — разные роли (в 4 эпизодах)
- 1967 — Агенты А.Н.К.Л.[англ.] / The Man from U.N.C.L.E. — Скотти Макферсон (в 1 эпизоде)
- 1967 — Бэтмен / Batman — Ньюзи (в 1 эпизоде)
- 1967 — Большая долина / The Big Valley — гостиничный клерк (в 1 эпизоде)
- 1967, 1968 — Гомер Куча, морпех[англ.] / Gomer Pyle, U.S.M.C. — разные роли (в 2 эпизодах)
- 1967, 1969 — Дикий, дикий Запад / The Wild Wild West — Снайдли / Хоган (в 2 эпизодах)
- 1967—1969 — Стволы Уилла Соннетта[англ.] / The Guns of Will Sonnett — бармен / гостиничный клерк (в 3 эпизодах)
- 1968—1971 — Джулия[англ.] / Julia — Эдди Эдсон (в 24 эпизодах)
- 1969 — Вирджинец[англ.] / The Virginian — Эдмундс (в 1 эпизоде)
- 1970 — Отряд «Стиляги»[англ.] / The Mod Squad — Дэвис (в 1 эпизоде)
- 1970 — Банда с холма едет снова[англ.] / The Over-the-Hill Gang Rides Again — бармен «Серебряного доллара» (в титрах не указан)
- 1970, 1974 — А вот и Люси[англ.] / Here's Lucy — мистер Джексон / таксист (в 2 эпизодах)
- 1971, 1974 — Дымок из ствола / Gunsmoke — телеграфист / владелец бара (в 2 эпизодах)
- 1972 — Коломбо / Columbo — Фергюсон (в 1 эпизоде)
- 1972 — Адам-12[англ.] / Adam-12 — Ти Джей, полицейский информатор (в 1 эпизоде)
- 1972 — ФБР / The F.B.I. — Амос Уик (в 1 эпизоде)
- 1973—1975 — Менникс[англ.] / Mannix — разные роли (в 3 эпизодах)
- 1973, 1976—1977 — Полицейская история[англ.] / Police Story — разные роли (в 3 эпизодах)
- 1976 — Улицы Сан-Франциско / The Streets of San Francisco — Тимпкинс (в 1 эпизоде)
- 1977 — Чико и человек[англ.] / Chico and the Man — Бам (в 1 эпизоде)
- 1977 — Женщина-полицейский / Police Woman — водитель автобуса (в 1 эпизоде)
- 1977, 1979—1980, 1982—1983 — Маленький домик в прериях / Little House on the Prairie — разные роли (в 7 эпизодах)
- 1980 — Джефферсоны / The Jeffersons — охранник (в 1 эпизоде)
- 1982 — А вот и Бумер[англ.] / Here's Boomer — Артур (в 1 эпизоде)
- 1984, 1986 — Путь на небеса[англ.] / Highway to Heaven — разные роли (в 3 эпизодах)
- 1986 — Детективное агентство «Лунный свет» / Moonlighting — Эбби Кадабра (в 1 эпизоде)
- 1986 — Команда «А» / The A-Team — старик (в 1 эпизоде)
- 1987 — Мэтлок / Matlock — Дэвид Сирс (в 1 эпизоде)

### Исполнение песен в фильмах
- 1931 — Тотализатор[англ.] / Sweepstakes — Gee, But It's Great to Meet a Friend from Your Home Town
- 1931 — Глядя на неприятности[англ.] / The Tip-Off — I Surrender Dear
- 1933 — Бродвей в Голливуд[англ.] / Broadway to Hollywood — Knee Deep in Rhythm
- 1934 — Голливудская вечеринка[англ.] / Hollywood Party — I've Had My Moments
- 1940 — Гроздья гнева / The Grapes of Wrath — Going Down the Road Feeling Bad
- 1941 — Нью-орлеанский огонёк / The Flame of New Orleans — Salt o' the Sea
- 1944 — Лунный свет и кактус[англ.] / Moonlight and Cactus — Wa-Hoo
- 1954 — Бригадун / Brigadoon — Once in the Highlands/Brigadoon/Down on MacConnachy Square